# New World (супермаркет)
New World (рус. Новый мир) — сеть комплексных супермаркетов в Новой Зеландии. Все торговые точки сети независимы друг от друга и принадлежат одному из трёх кооперативов, входящих в группу компаний Foodstuffs (Foodstuff South Island, Foodstuffs Wellington и Foodstuffs Auckland). Кроме сети New World этой группе компаний принадлежат также сети супермаркетов Pak’nSave и Four Square.
New World, сеть комплексных супермаркетов в американском стиле, была основана в 1963 году и стала первым брендом супермаркетов подобного типа для компании Foodstuffs. В Новой Зеландии до этого существовала только одна подобная сеть комплексных супермаркетов — Foodtown. По состоянию на 1 сентября 2013 года сеть New World объединяла 137 магазинов на территории всей Новой Зеландии.
Конкурентами сети New World являются торговые сети Countdown компании Progressive Enterprises, Woolworths одноименной компании, а также дружественные сети супермаркетов Four Square и Pak’nSave материнской компании Foodstuffs.
Магазины New World обычно имеют меньшие размеры (2500—3000 м²), чем супермаркеты конкурентов. Покупателям предоставляется высококачественная, элитная продукция, в связи с чем цены в большинстве магазинов сети New World обычно бывают выше, чем в торговых точках конкурентов. Кроме того, в супермаркетах New World занято большое количество сотрудников (до 200—300 в некоторых больших супермаркетах). Часто супермаркеты New World проигрывают своим конкурентам, особенно в небольших городах.
Сеть New World является участником дисконтной программы Fly Buys с момента её запуска в сентябре 1996 года.
New World традиционно выпускает рекламные проспекты со скидками и специальными предложениями, доставляемые по почтовым ящикам жителей Новой Зеландии. На Северном острове (в верхней его части) действует еженедельная акция «Auto Coupon», в ходе которой покупатели могут зарегистрироваться на специальном сайте и могут не предъявлять отрывные купоны при оплате покупок. Для южной части Северного острова предлагается ежемесячная акция «Coupon». На Южном острове Новой Зеландии потребители должны были предъявлять дисконтную карту при оплате покупок, но в конце 2009 года эта система была заменена программой лояльности, аналогичной действующей на Северном острове.
В начале 2003 года сеть New World участвовала в проекте Superbank — полностью электронной банковской сети, созданной в целях экономии денежных средств потребителей. В то время как в супермаркетах сети New World проводились рекламные кампании этого проекта, никаких финансовых услуг с помощью этой сети в магазинах не оказывалось. В августе 2006 года было объявлено, что из-за больших убытков проект Superbank будет закрыт, а портфолио проекта будет продано в GE Money.

## Галерея

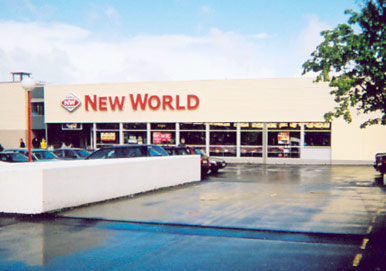
Супермаркет New World в центре Данидина
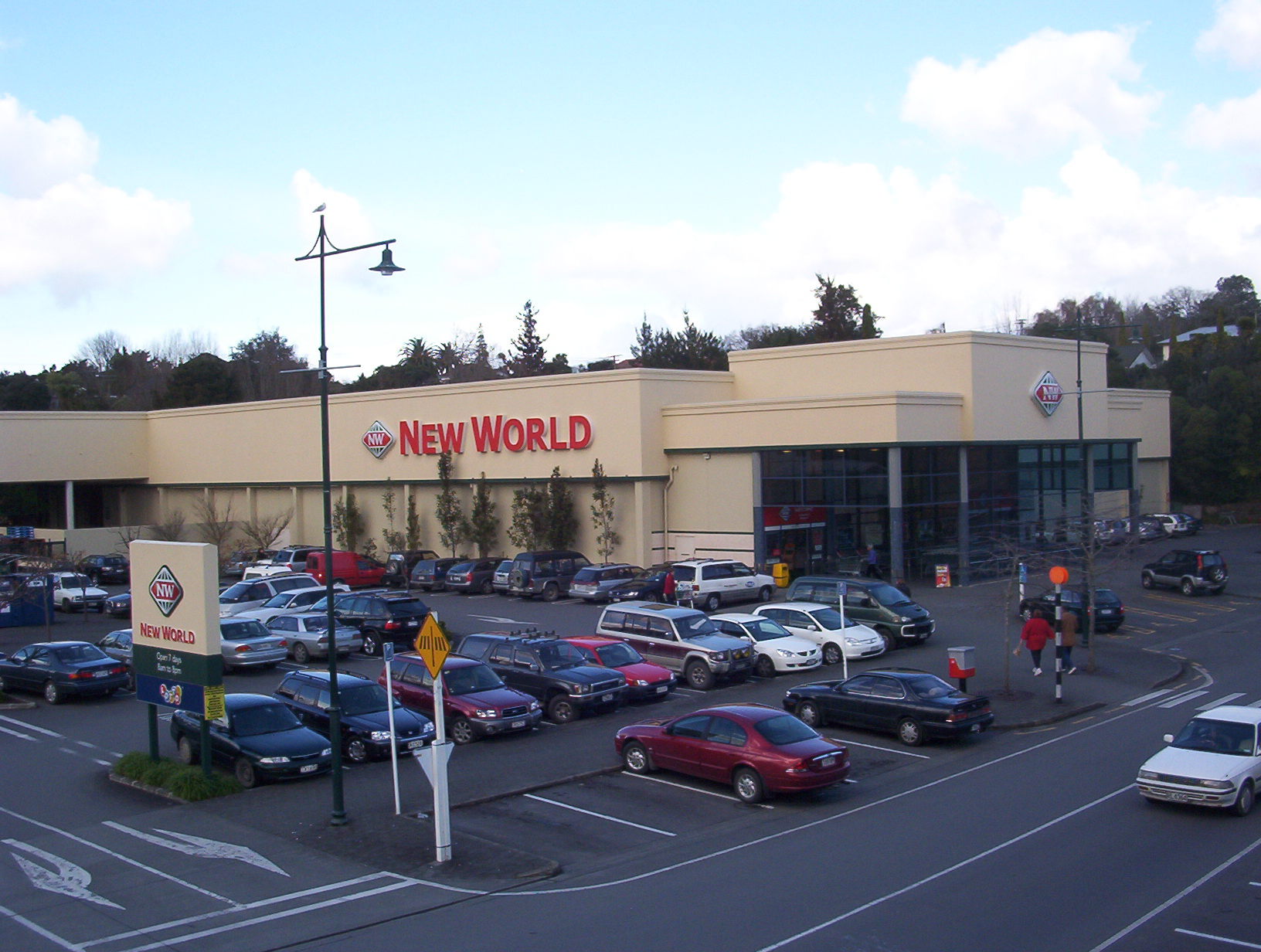
Супермаркет New World в Уоркуэрте
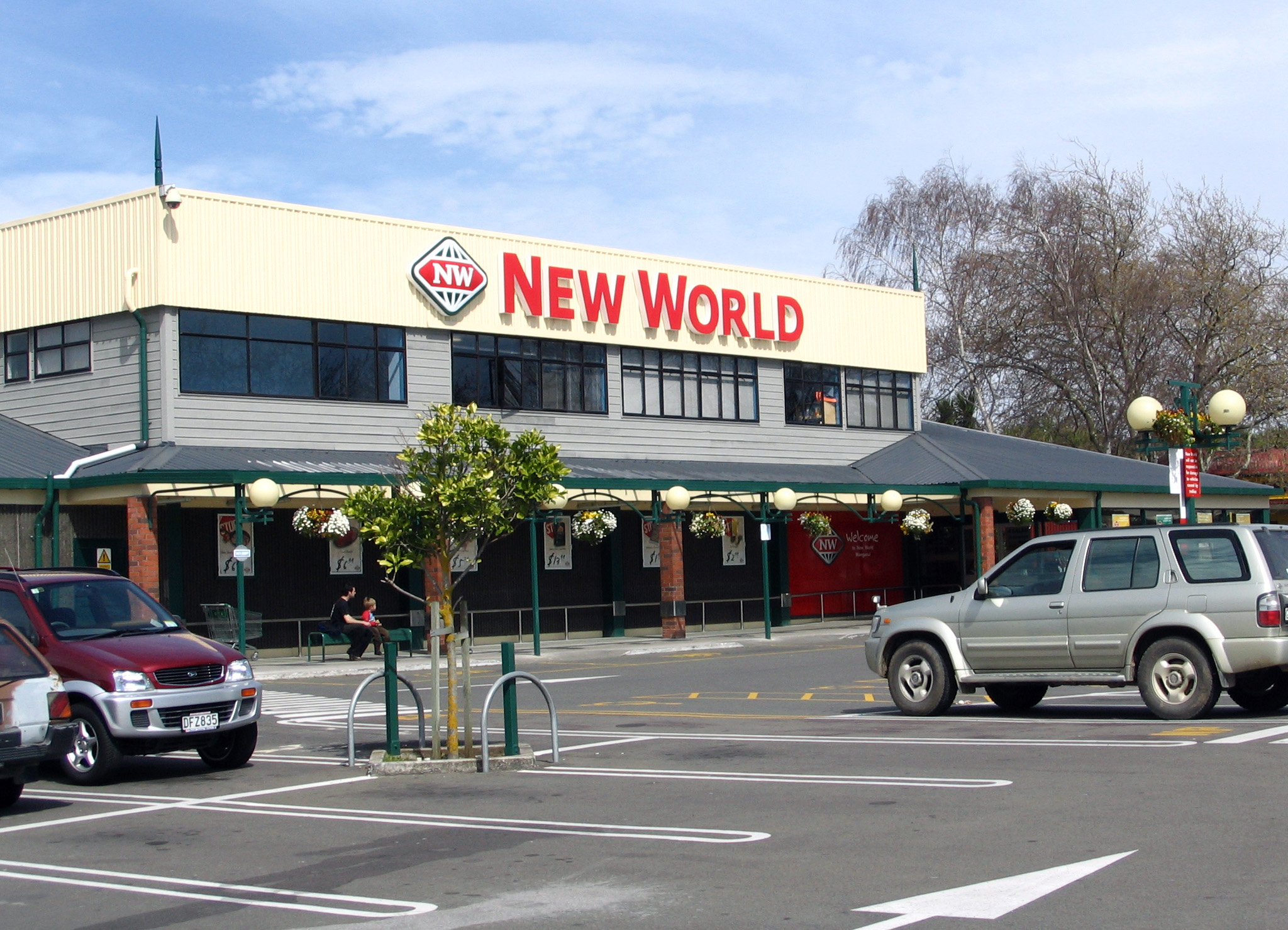
Супермаркет New World в Уонгануи